# レリスタット
レリスタット（オランダ語: Lelystad [ˈleːlistɑt] ( 音声ファイル)）は、オランダのフレヴォラント州にある基礎自治体（ヘメーンテ）。アムステルダムの東約55kmの位置にあり、自治体の主要部分は1957年に干拓されたフレヴォラント東干拓地（Oostelijk Flevoland）の北西部にある。フレヴォラント州の州都であり、また、オランダで最も新しく誕生した都市のひとつである。都市の名前は、ゾイデル海開発を主導した土木技術者のコルネリス・レリ（Cornelis Lely）に因んでいる。

## 地理
レリスタットには、フレヴォラント干拓地およびアイセル湖の重要なインフラ設備が数多く存在している。
- Wortman排水機場：フレヴォラント干拓地の排水ポンプ設備。ディーゼル機関駆動ポンプ
- 北閘門（Noordersluis）：干拓地内の運河とマルケル湖の間にある閘門設備
- Houtribdijk：アイセル湖とマルケル湖を隔てる堤防の南側端部がレリスタットにある
- Houtribsluizen：アイセル湖とマルケル湖の間にある2箇所の水門と閘門の複合設備のうちの1つ

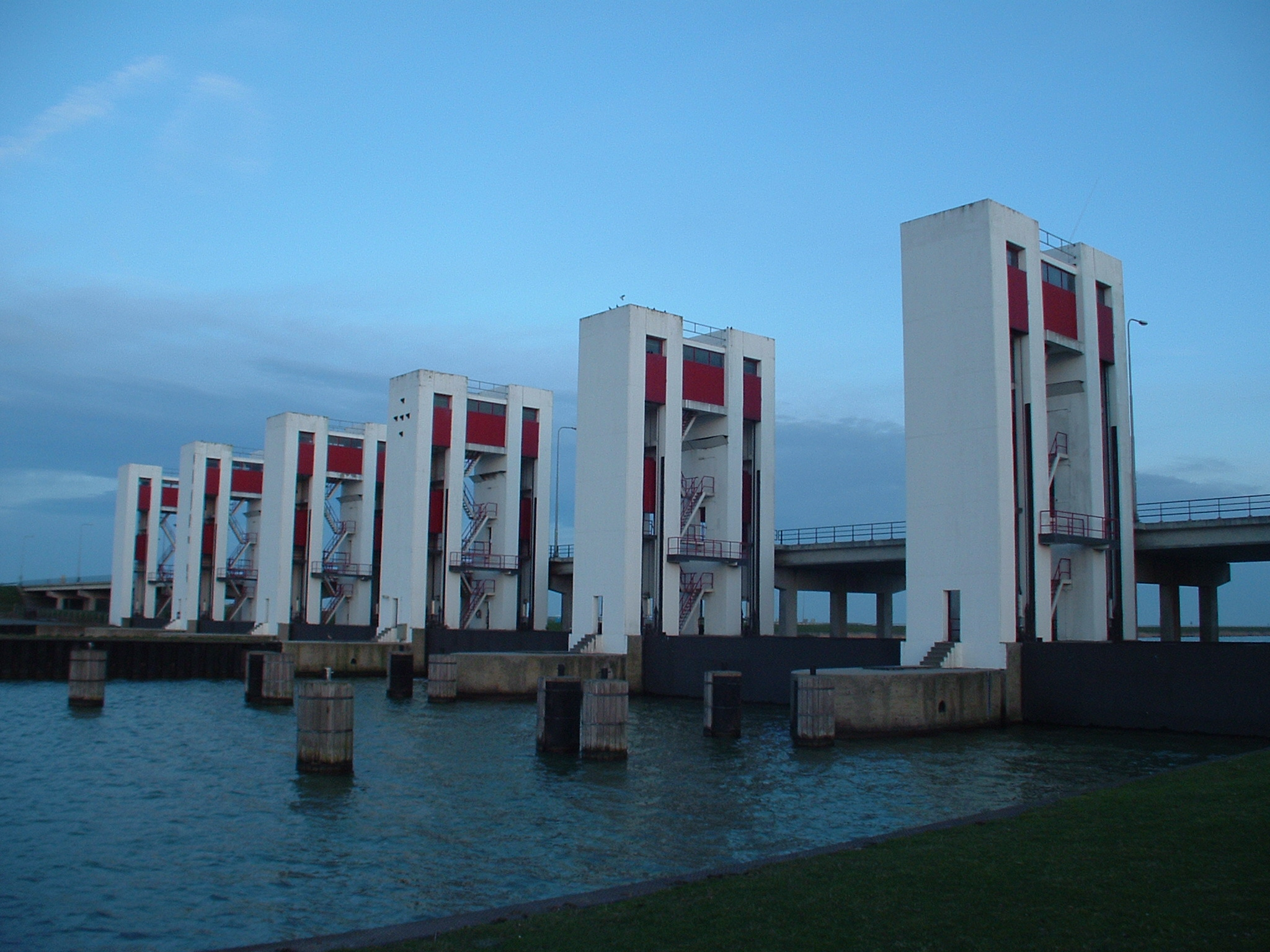
Houtribsluizenの水門設備

## 交通
道路
- 高速道路 A6

オランダ鉄道の主要駅
- レリスタット中央駅（Weesp - Lelystad線の終点駅）

アムステルダム中央駅へIntercityで所要時間約40分、運行間隔1時間に2本。普通（Stoptrein）に乗りWeesp乗換で所要時間約50分、運行間隔1時間に2本。
アムステルダム南駅へ普通（Stoptrein）で所要時間約50分、運行間隔1時間に2本。